# Jasminanthes chunii
Jasminanthes chunii là một loài thực vật có hoa trong họ La bố ma. Loài này được (Tsiang) W.D. Stevens & P.T. Li mô tả khoa học đầu tiên năm 1995.